# 林曜晟
林曜晟（1987年8月27日—），台灣男演員，原藝名博焱。2009年畢業於中國文化大學體育學系。男子團體組合武虎將前成員之一。於2006年中華電信廣告首次現身電視螢幕，正式出道為2008年演出偶像劇《籃球火》。其代表作包括《終極三國》以及東森幼幼台電視劇《萌學園之萌騎士傳奇》。出演《萌學園之萌騎士傳奇》後，廣受許多小朋友歡迎，成為該劇中人氣最高角色。
因可米製作的考量，2009年博焱退出。 但在《終極三國》片頭曲人物介紹中，還是以武虎將成員之一出場。2011年4月至2012年3月期間於嘉義中坑以及台中成功嶺服役，目前役畢。在綜藝節目綜藝玩很大中由於常常過關失利所以被稱爲廢咖而知名度大開。

## 音樂作品
| 發行日期及公司      | 專輯名稱                              | 演唱曲目                                  |
| ------------------- | ------------------------------------- | ----------------------------------------- |
| 03/04/2009 相信音樂 | 強辯之【終極三國】三團鼎立SUPER大鬥陣 | 對手 - 武虎將、東城衛、強辯 朋友 - 武虎將 |

## 影视作品

### 電視劇
| 年份   | 播放頻道         | 戲劇名稱                     | 角色           |
| 2008年 | 八大綜合台       | 《籃球火》                   | 齊嘯雲         |
| 2009年 | 八大綜合台       | 《終極三國》                 | 張飛           |
| 2009年 | 大愛電視         | 《真情伴星月》               | 利比亞留學生   |
| 2010年 | 東森幼幼台       | 《萌學園之萌騎士傳奇》       | 烈焱堅尼       |
| 2010年 | 八大綜合台       | 《愛似百匯》                 | 用餐的客人     |
| 2010年 | 東森幼幼台       | 《萌學園2聖戰再起》          | 烈焱堅尼       |
| 2011年 | 八大綜合台       | 《旋風管家》                 | 袁野楓         |
| 2013年 | 公視             | 《刺蝟男孩》                 | 小蔡           |
| 2013年 | 中視             | 《女王的誕生》               | 唐育成         |
| 2014年 | 民視             | 《龍飛鳳舞》                 | 江水青         |
| 2015年 | 中視             | 《来自未来的史密特》         | 王宇直男友     |
| 2015年 | 公視             | 《一把青》                   | 老靳（靳旭輝） |
| 2016年 | 三立都會台       | 《大人情歌》                 | 高定宇         |
| 2016年 | 公視             | 《滾石愛情故事－最浪漫的事》 | 外貿社公司員工 |
| 2018年 | TVBS歡樂台       | 《女兵日記》                 | 周學文         |
| 2018年 | TVBS歡樂台       | 《女兵日記女力報到》         | 周學文         |
| 2019年 | TVBS歡樂台       | 《女力報到－小資女上班記》   | 周學文         |
| 2020年 | TVBS歡樂台       | 《女力報到－愛神出任務》     | 周學文         |
| 2020年 | TVBS歡樂台       | 《女力報到－最佳拍檔》       | 周學文         |
| 2020年 | TVBS歡樂台       | 《女力報到－正好愛上你》     | 周學文         |
| 2020年 | TVBS歡樂台       | 《女力報到－最美的約定》     | 周學文         |
| 2020年 | Vidol 三立新聞網 | 《愛不愛栗絲》               | Bill           |
| 2020年 | 華視             | 《莒光園地》之像極了愛情     | 林嘉維         |
| 2020年 | TVBS歡樂台       | 《女力報到－好運到》         | 周學文         |
| 2021年 | TVBS歡樂台       | 《女力報到－愛情公寓》       | 周學文         |
| 2023年 | 中視             | 《開創者》                   | 許添財         |

### 電視電影
| 年份   | 播放頻道   | 戲劇名稱 | 角色   | 備註 |
| 2019年 | 緯來電影台 | 《黯夜》 | 何智霖 |      |

### 舞台劇
| 年份   | 劇團     | 戲劇名稱       | 角色 | 備註 |
| 2020年 | 果陀劇場 | 《我的大老婆》 |      |      |

### 音樂錄影带(MV)
| 年份   | 專輯名稱                              | 曲目                               |
| ------ | ------------------------------------- | ---------------------------------- |
| 2009年 | 強辯之【終極三國】三團鼎立SUPER大鬥陣 | 對手                               |
| 2009年 | 陳乃榮《Paradise》                    | ２４小時瘋狂 -（以武虎將時期客串） |
| 2017年 | 玖壹壹《周法薷》                      | 都是我的錯                         |
| 2020年 | TVBS防疫多點愛                        | 微笑的力量                         |

### 主持節目
| 年份   | 節目名稱            | 備註                     |
| 2021年 | Podcast《三聲有性》 | 與卓毓彤、黃小愛共同主持 |

## 書籍作品

### 寫真書
- 《我愛武虎將》

2009年9月11日台灣角川發行，是武虎將首本官方自傳寫真書。